# Franz Stadelmann (Musiker)
Franz Stadelmann (* 10. August 1942 in Escholzmatt) ist ein Schweizer Jodler, Komponist und Volksmusikant.

## Leben
Stadelmann entstammt einer musikalischen Bauernfamilie. Alle seine Instrumente – das Akkordeon als Hauptinstrument, das Klavier, die Bassgeige, die Gitarre und die Mandoline – erlernte er im Selbststudium. Von Beruf ist er Landwirt, Fahrlehrer und seit 1974 nebenamtlicher Lehrer an der Musikschule Escholzmatt. Seit 1960 bildet er mit seiner Schwester Vreni das Jodelduett Vreni und Franz Stadelmann, mit dem er landesweite Bekanntheit erlangte. 1962 gründete er in Schüpfheim die Ländlerkapelle Paradiso. Von 1966 bis 2008 leitete er den Jodlerklub Alpenglühn im Escholzmatter Ortsteil Wiggen.
In seinem Schaffen entstanden unzählige Ländlermelodien, Chor- und Jodellieder. Sein wohl bekanntestes Lied heisst Der Fränzeli, das Franz Stadelmann als Solojodler aufführt. Es wird vermutet, dass er sich selbst als einstigen Lausbuben interpretiert. 1993 wurde er für sein musikalisches Schaffen mit dem Goldenen Violinschlüssel ausgezeichnet. 2012 wurde das Jodelduett Vreni und Franz Stadelmann mit dem Prix Walo 2011 in der Kategorie Jodel ausgezeichnet. Die Alben 20 Jahre und 25 Jahre wurden mit Gold ausgezeichnet.